# ウィーナー・ノイシュタット西飛行場
ウィーナー・ノイシュタット西飛行場（ウィーナー・ノイシュタットにしひこうじょう、ドイツ語: Flugplatz Wiener Neustadt/West）は、ニーダーエスターライヒ州ウィーナー・ノイシュタットに位置する、オーストリア連邦軍の軍用飛行場である。2018年には、レッドブル・エアレース・ワールドシリーズの会場として使用されている。